# Lijst van weg- en veldkapellen in Beesel
Dit is een onvolledige lijst van veldkapellen in de gemeente Beesel. Kapelletjes komen vooral in het zuiden van Nederland voor en werden dikwijls gebouwd ter verering van een heilige.
In deze lijst staan alleen veldkapelletjes, grote kapellen zijn buiten beschouwing gelaten.
| Kapel                                                                            | Adres                                              | Plaats           | Bouwperiode            | Architect | Foto                                     |
| -------------------------------------------------------------------------------- | -------------------------------------------------- | ---------------- | ---------------------- | --------- | ---------------------------------------- |
| Bakhei's Kapelke                                                                 | Kerstenbergweg                                     | Beesel           | 1870                   |           |                                          |
| Kruiskapel/Kasteelskapelke                                                       | hoek Ruys van Splintersingel-Kasteel Nieuwenbroeck | Beesel           | 1910                   |           |                                          |
| Sint-Antoniuskapel                                                               | Sint Antoniusstraat-Zandkuilweg                    | Beesel           | 1824                   |           | Sint-Antoniuskapel Beesel                |
| Bussereindskapelke (Mariakapel)                                                  | Waterloseweg-Turfheierweg                          | Beesel           | 18e eeuw, 1907 en 1992 |           |                                          |
| Onze-Lieve-Vrouw-van-Lourdeskapel                                                | Rijkel 44                                          | Beesel-Rijkel    | 1927                   |           |                                          |
| Onze-Lieve-Vrouw-van-Smartenkapel                                                | Rijkel 21                                          | Beesel-Rijkel    | 1781                   |           | Onze-Lieve-Vrouw-van-Smartenkapel Rijkel |
| Onze-Lieve-Vrouw-van-Troostkapel/Klaashofkapelke (voorheen: Sint-Corneliuskapel) | Onderstehofweg                                     | Reuver           | 18e eeuw               |           | Onze-Lieve-Vrouw-van-Troostkapel Reuver  |
| Sint-Antoniuskapel                                                               | Sint-Lambertusweg - Kesselseweg                    | Reuver           | 1933                   |           | Sint-Antoniuskapel Reuver                |
| Sint-Barbarakapel                                                                | Pastoor Ceijssensstraat-Offenbekermarkt            | Reuver-Offenbeek | 2013                   |           |                                          |
| Sint-Lambertuskapel                                                              | Sint-Lambertusweg                                  | Reuver           |                        |           | Sint-Lambertuskapel Reuver               |